# Dancing with Myself
"Dancing with Myself" é uma canção lançada originalmente em outubro de 1980 pela banda britânica Generation X, que chegou ao número 62 na parada musical do Reino Unido. Foi relançada em 1981 pelo ex-vocalista da banda, Billy Idol, alcançando a posição 27 na parada musical dos Estados Unidos.

## Versão de Generation X
| Parada (1980)                  | Melhor posição |
| ------------------------------ | -------------- |
| Reino Unido (UK Singles Chart) | 62             |

## Versão de Billy Idol
| Parada (1981)                                  | Melhor posição |
| ---------------------------------------------- | -------------- |
| Estados Unidos (Billboard Hot Dance Club Play) | 27             |

## Prêmios e indicações
| Ano  | Prêmio                 | Categoria                  | Resultado | Ref.  |
| ---- | ---------------------- | -------------------------- | --------- | ----- |
| 1984 | MTV Video Music Awards | Melhor Direção             | Indicado  | [ 6 ] |
| 1984 | MTV Video Music Awards | Melhor Direção de Arte     | Indicado  | [ 6 ] |
| 1984 | MTV Video Music Awards | Melhores Efeitos Especiais | Indicado  | [ 6 ] |